# Jürgen Sprich
Jürgen Sprich es un deportista alemán que compitió en ciclismo de montaña en la disciplina de descenso. Ganó dos medallas de oro en el Campeonato Europeo de Ciclismo de Montaña, en los años 1992 y 1993. 

## Palmarés internacional
| Campeonato Europeo | Campeonato Europeo   | Campeonato Europeo | Campeonato Europeo |
| Año                | Lugar                | Medalla            | Competición        |
| ------------------ | -------------------- | ------------------ | ------------------ |
| 1992               | Möllbrücke (Austria) | Medalla de oro     | Descenso           |
| 1993               | Klosters (Suiza)     | Medalla de oro     | Descenso           |